# 得梅因 (华盛顿州)
得梅因（官方发音为/dɪˈmɔɪn/，但当地人常念作/dɪˈmɔɪnz/）是美国华盛顿州金县的一座城市，2000年人口29,267人。
得梅因位于普吉特海湾东岸，约在西雅图和塔科马的半途之间。